# Szólíts a neveden (regény)
A Szólíts a neveden (Call Me by Your Name) André Aciman amerikai író 2007-ben megjelent regénye, amely az olasz Riviérán játszódik az 1980-as években. Középpontjában egy intellektuálisan érett és kíváncsi természetű 17 éves amerikai-olasz zsidó fiú, Elio Perlman és a családi nyaralóvendégük, egy ifjú amerikai kutató, Oliver között váratlanul kibontakozó, elsöprő szerelem története áll. A regény a nyári románcukat és az azt követő 20 évet mutatja be. A regény folytatása, a Találj rám! 2019 októberében jelent meg.

## Tartalom
A narrátor, Elio Perlman 1986 nyarának eseményeit idézi fel, amikor tizenhét éves volt, és szüleivel élt Olaszországban. Szülei minden nyáron egy doktorandusz hallgatót fogadtak vendégként hat hétre, aki átdolgozta egy könyv kéziratát, miközben segített Elio apjának a tudományos papírmunkában. Elio kifogásolja ezt a hagyományt, mivel ehhez el kell hagynia a hálószobáját, hogy a vendég ott-tartózkodása idejére használja azt.
Oliver, a nyári vendég felszabadult és önálló – ez éles kontraszt Elio zárkózottságával. Elio az „azonnali rokonszenv” reményében választotta vendégül Olivert, és az idegenvezető szerepét tölti be az ott tartózkodásuk alatt. Elio próbálkozásait, hogy Olivert lenyűgözze, közöny fogadja. Amikor Oliver megragadja Elio karját egy teniszmeccs után, Elio félelmében visszahúzódik. Noha Elio felismeri saját biszexualitását és Oliver iránti vonzalmát – különösen izgatja, hogy felfedezte, hogy Oliver is zsidó, és ezt a köztük lévő köteléknek tekinti –, kételkedik abban, hogy Oliver viszonozza érzéseit.
Később Elio bevallja, hogy vonzódik Oliverhez, és csókolóznak, ahol állítólag Claude Monet festette néhány képét.
Oliver és Elio eltávolodnak a következő napokban. Elio viszonyt kezd a vele egykorú helyi lánnyal, Marziával. A megbékélést keresve Elio egy cetlit csúsztat Oliver hálószobája ajtaja alá, és azt tervezi, hogy éjfélkor találkoznak. Éjfélkor Elio belép Oliver szobájába, ahol szeretkeznek. Elio bűntudatot érez a találkozás miatt, és úgy dönt, hogy nem folytathatja kapcsolatát Oliverrel.

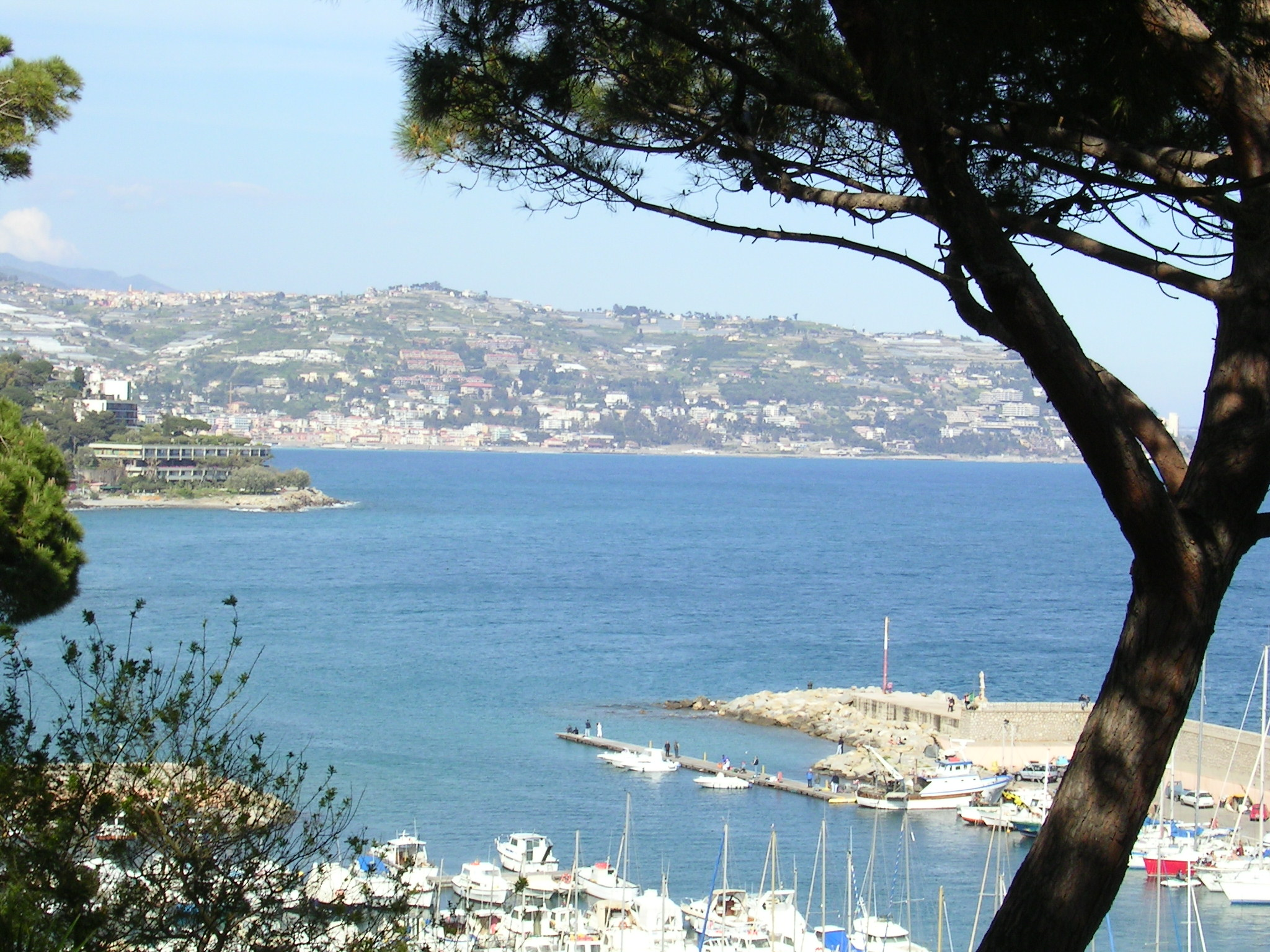
Az író eredetileg azt állította, hogy a könyv színhelye a liguriai Bordighera de később képzeletbeli olaszországi helyszínnek nevezte.

Másnap reggel Oliver Elio fürdőruháját viseli reggeli közben – ami Elio korábbi fetisisztikus viselkedését tükrözi. Elio rájön, hogy Oliver iránti vonzalma továbbra is fennáll, és szeretné folytatni kapcsolatukat. Elio meglátogatja Marzia házát, és ők ketten lefekszenek; délután egy vágott őszibarackkal önkielégítést végez. Oliver később felkeresi Elio szobáját, megeszi az őszibarackot, és ismét szeretkezik Elioval.
Mielőtt visszatér az Egyesült Államokba, Oliver úgy dönt, három napot Rómában tölt, ahová Elio is elkíséri. Az útról visszatérve Elio szomorúan tapasztalja, hogy holmiját már visszavitték eredeti hálószobájába, és Oliver látogatásának minden nyoma eltűnt. Elio megbeszélést folytat az apjával, aki azt mondja, hogy támogatja Elio és Oliver barátságát (és kapcsolatát).
Azon a karácsonyon Oliver ismét meglátogatja a Perlman családot, és bejelenti, hogy jövő nyáron házasodni kíván. Oliver és Elio között megszakad a kapcsolat, és évekig nem kommunikálnak egymással.
Tizenöt évvel később Elio meglátogatja Olivert az Egyesült Államokban, ahol Oliver professzor. Elio nem hajlandó találkozni Oliver feleségével és gyermekeivel, és bevallja, hogy még mindig vonzalmat érez Oliver iránt és féltékenységet új családja iránt. Oliver bevallja, hogy követte Elio tudományos pályafutását, és megmutat neki egy képeslapot, amelyet magával hozott, amikor elhagyta Olaszországot, és megőrizte az évek során. Az utolsó találkozás során egy bárban Elio és Oliver azon gondolkodik, hogy az emberek két párhuzamos életet élhetnek – az egyik a valóságban, a másik pedig a képzelet, amelyet a külső erők megtagadnak tőlük.
Húsz évvel az első találkozásuk után Oliver felkeresi Elio olaszországi otthonát. Felidézik az együtt töltött időt; Elio közli Oliverrel, hogy az apja meghalt, és a hamvait az egész világon szétszórta. A regényt Elio mint elbeszélő zárja, megjegyzi az olvasónak, hogy ha Oliver mindenre úgy emlékszik, ahogy ő azt mondta, akkor még egyszer "nézz rám, egyenesen a szemembe, és szólíts a neveden".

## Fogadtatás

### Vélemények
A Szólíts a neveden széleskörű elismerést kapott az irodalomkritikusoktól, a Book Marks értékeléseket gyűjtő ügynökség nulla negatív és nulla vegyes értékelésről számolt be az összesen 10 kritikus közül, ami "rave" értékelést jelent.
Stacey D'Erasmo a The New York Timesnak értékelve a regényt "kivételesen szép könyvnek" nevezte. A The New Yorkerben Cynthia Zarin azt mondta: "Aciman első regénye azt bizonyítja, hogy az író a vágyak éles nyelvészének bizonyul." Charles Kaiser a The Washington Postban ezt mondta: „Ha valaha is áldozata voltál a megszállott szerelemnek – egy önmagadnál nagyobb erőnek, amely elválaszthatatlanul vonz vágyad tárgya felé –, akkor felismered André Aciman nagyszerű új regényének minden árnyalatát. Szólíts a neveden.

### Eladások
A Nielsen BookScan szerint 2018 február 19-ig a könyv 33 376 példányban kelt el 252 675 fontért az Egyesült Királyságban. 2017 novemberének elején a könyv 618 eladott példányáról 1164-re nőtt, ami hétről hétre 88%-os mennyiségi ugrást jelent.  A 2018. február 3-án végződő hétre elérte a 2012 eladott példányt.

### Díjak
A 20. Lambda Irodalmi Díjkiosztón a regény elnyerte a meleg fikcióért járó díjat.

## Média

### Filmadaptáció
A Luca Guadagnino által rendezett filmadaptáció, amelyben Timothée Chalamet Elio, Armie Hammer, Oliver, Michael Stuhlbarg pedig Elio apját alakította, 2017. november 24-én jelent meg az Egyesült Államokban, a kritikusok elismerése mellett. A 90. Oscar-díjátadón a legjobb film, a legjobb színész (Chalamet), a legjobb eredeti dal (Sufjan Stevens "Mystery of Love") és a legjobb adaptált forgatókönyv (James Ivory) kategóriában jelölték, utóbbit megnyerve.

### Hangoskönyv
A Macmillan Kiadó gondozásában 2017-ben jelent meg egy hangoskönyv, amelyet Armie Hammer narrált.

## Folytatás
2018. december 3-án Aciman Twitter-fiókjában bejelentette, hogy a Szólíts a neveden folytatását írja. 2019. március 20-án az Aciman bejelentette a folytatás címét, a Find Me-t (Találj rám!). Farrar, Straus és Giroux adta ki 2019. október 29-én.

## Fordítás
Ez a szócikk részben vagy egészben  a   Call Me by Your Name (novel) című angol Wikipédia-szócikk ezen változatának fordításán alapul.  Az eredeti cikk szerkesztőit annak laptörténete sorolja fel. Ez a jelzés csupán a megfogalmazás eredetét és a szerzői jogokat jelzi, nem szolgál a cikkben szereplő információk forrásmegjelöléseként.